# Сен-Сюльпіс (Тарн)
Сен-Сюльпі́с (фр. Saint-Sulpice) — муніципалітет у Франції, у регіоні Окситанія, департамент Тарн. Населення — 9576 осіб (01.01.2021).
Муніципалітет розташований на відстані близько 570 км на південь від Парижа, 28 км на північний схід від Тулузи, 45 км на південний захід від Альбі.

## Історія
До 2015 року муніципалітет перебував у складі регіону Південь-Піренеї. Від 1 січня 2016 року належить до нового об'єднаного регіону Окситанія.

## Демографія
Динаміка населення (INSEE ):
Розподіл населення за віком та статтю (2006):
| Стать | Всього | До 15 років | 15-24 | 25-44 | 45-64 | 65-85 | Понад 85 |
| --- | ------ | ----------- | ----- | ----- | ----- | ----- | -------- |
| Чоловіки | 3521   | 753         | 318   | 1135  | 804   | 480   | 31       |
| Жінки | 3881   | 790         | 418   | 1131  | 810   | 628   | 104      |
| \| Статево-вікова піраміда \| Статево-вікова піраміда \| Статево-вікова піраміда \| \| ----------------------- \| ----------------------- \| ----------------------- \| \| Чоловіки \| Вік \| Жінки \| \| 31 \| 85 + \| 104 \| \| 123 \| 80-84 \| 123 \| \| 87 \| 75-79 \| 172 \| \| 105 \| 70-74 \| 150 \| \| 165 \| 65-69 \| 183 \| \| 145 \| 60-64 \| 188 \| \| 192 \| 55-59 \| 147 \| \| 208 \| 50-54 \| 202 \| \| 259 \| 45-49 \| 273 \| \| 230 \| 40-44 \| 255 \| \| 333 \| 35-39 \| 321 \| \| 353 \| 30-34 \| 320 \| \| 219 \| 25-29 \| 235 \| \| 141 \| 20-24 \| 180 \| \| 177 \| 15-20 \| 238 \| \| 234 \| 10-14 \| 220 \| \| 206 \| 5-9 \| 309 \| \| 313 \| 0-4 \| 261 \| |        |             |       |       |       |       |          |
| Статево-вікова піраміда |        |             |       |       |       |       |          |
| Чоловіки | Вік    | Жінки       |       |       |       |       |          |
| 31 | 85 +   | 104         |       |       |       |       |          |
| 123 | 80-84  | 123         |       |       |       |       |          |
| 87 | 75-79  | 172         |       |       |       |       |          |
| 105 | 70-74  | 150         |       |       |       |       |          |
| 165 | 65-69  | 183         |       |       |       |       |          |
| 145 | 60-64  | 188         |       |       |       |       |          |
| 192 | 55-59  | 147         |       |       |       |       |          |
| 208 | 50-54  | 202         |       |       |       |       |          |
| 259 | 45-49  | 273         |       |       |       |       |          |
| 230 | 40-44  | 255         |       |       |       |       |          |
| 333 | 35-39  | 321         |       |       |       |       |          |
| 353 | 30-34  | 320         |       |       |       |       |          |
| 219 | 25-29  | 235         |       |       |       |       |          |
| 141 | 20-24  | 180         |       |       |       |       |          |
| 177 | 15-20  | 238         |       |       |       |       |          |
| 234 | 10-14  | 220         |       |       |       |       |          |
| 206 | 5-9    | 309         |       |       |       |       |          |
| 313 | 0-4    | 261         |       |       |       |       |          |

## Економіка
У 2007 році серед 4759 осіб у працездатному віці (15-64 років) 3693 були активні, 1066 — неактивні (показник активності 77,6%, у 1999 році було 67,6%). З 3693 активних працювала 3371 особа (1770 чоловіків та 1601 жінка), безробітних було 322 (145 чоловіків та 177 жінок). Серед 1066 неактивних 281 особа була учнем чи студентом, 375 — пенсіонерами, 410 були неактивними з інших причин.
У 2010 році в муніципалітеті числилось 3162 оподатковані домогосподарства, у яких проживали 8201,0 особи, медіана доходів виносила 20 214 євро на одного особоспоживача

## Пам'ятки

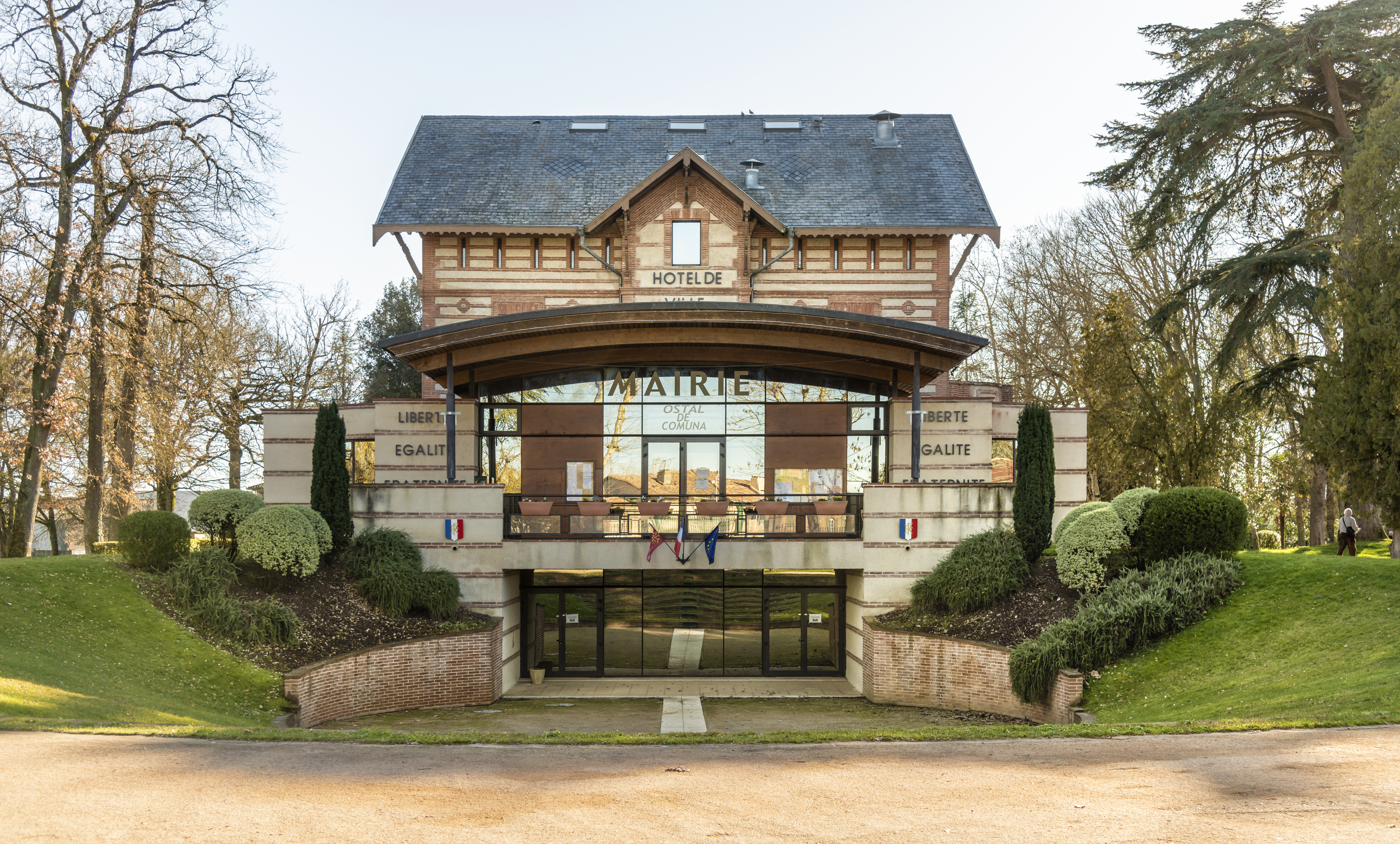
Мерія
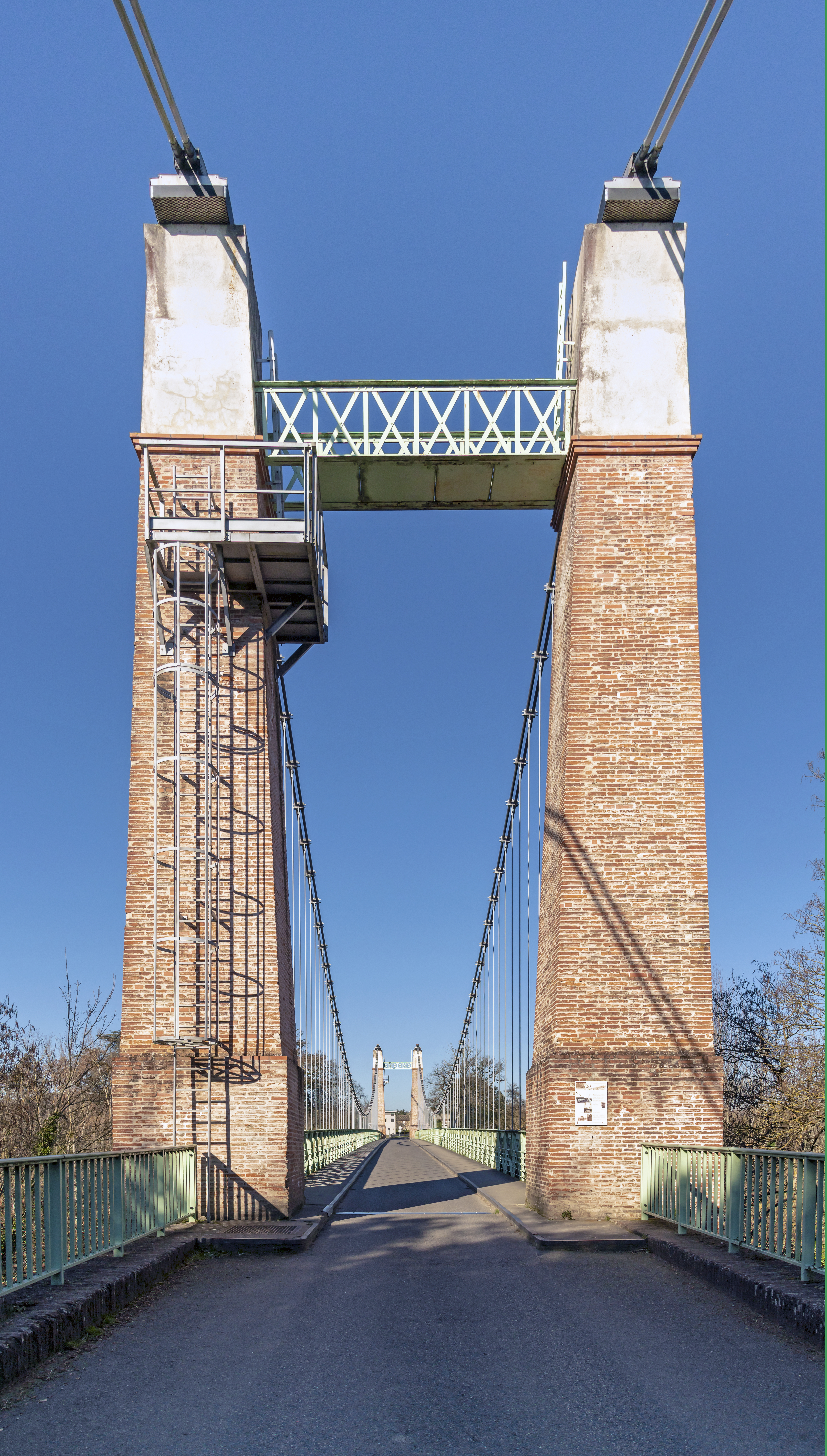
Підвісний міст через Agout.
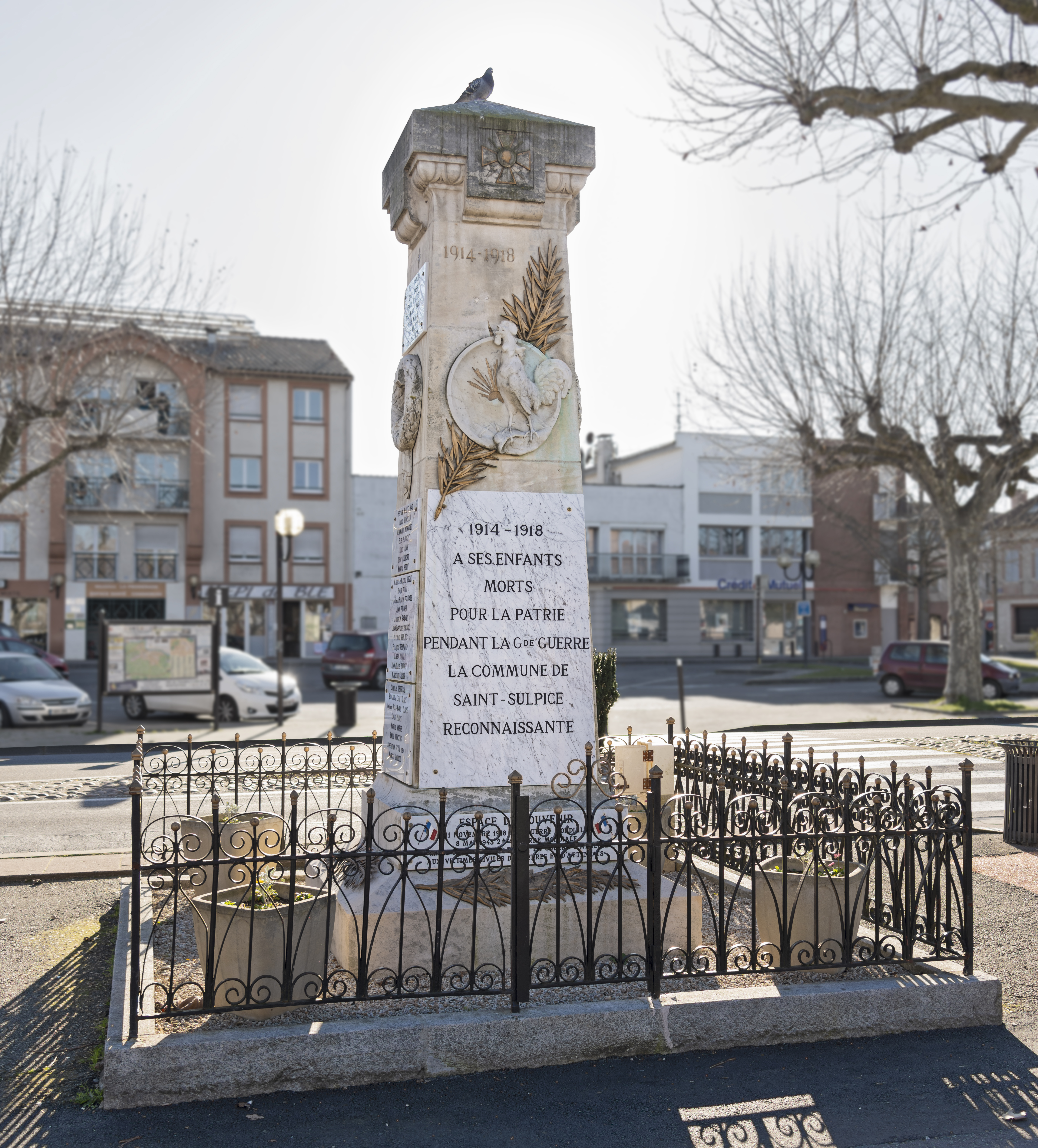
Військовий меморіал.
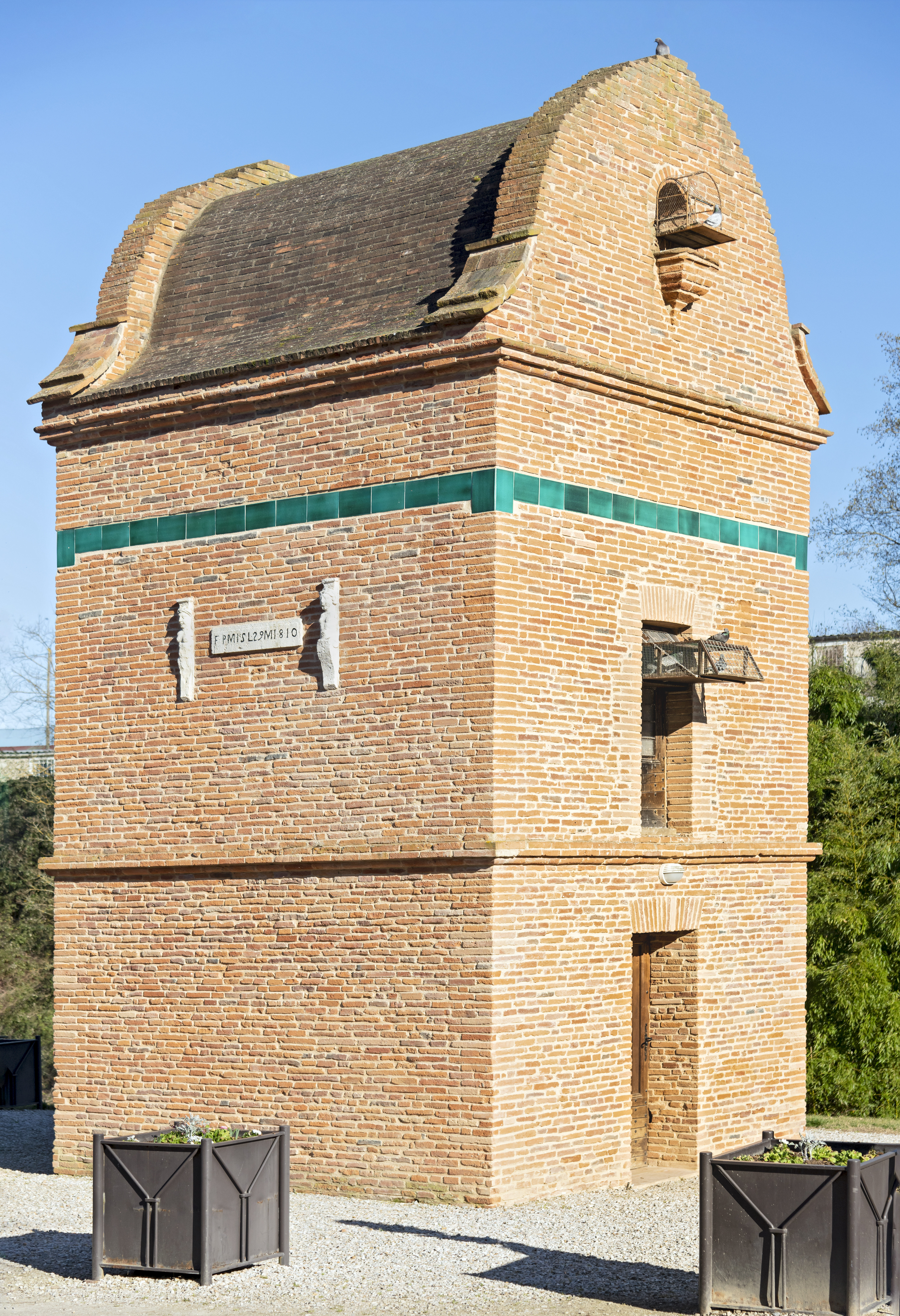
Dovecote з 1810
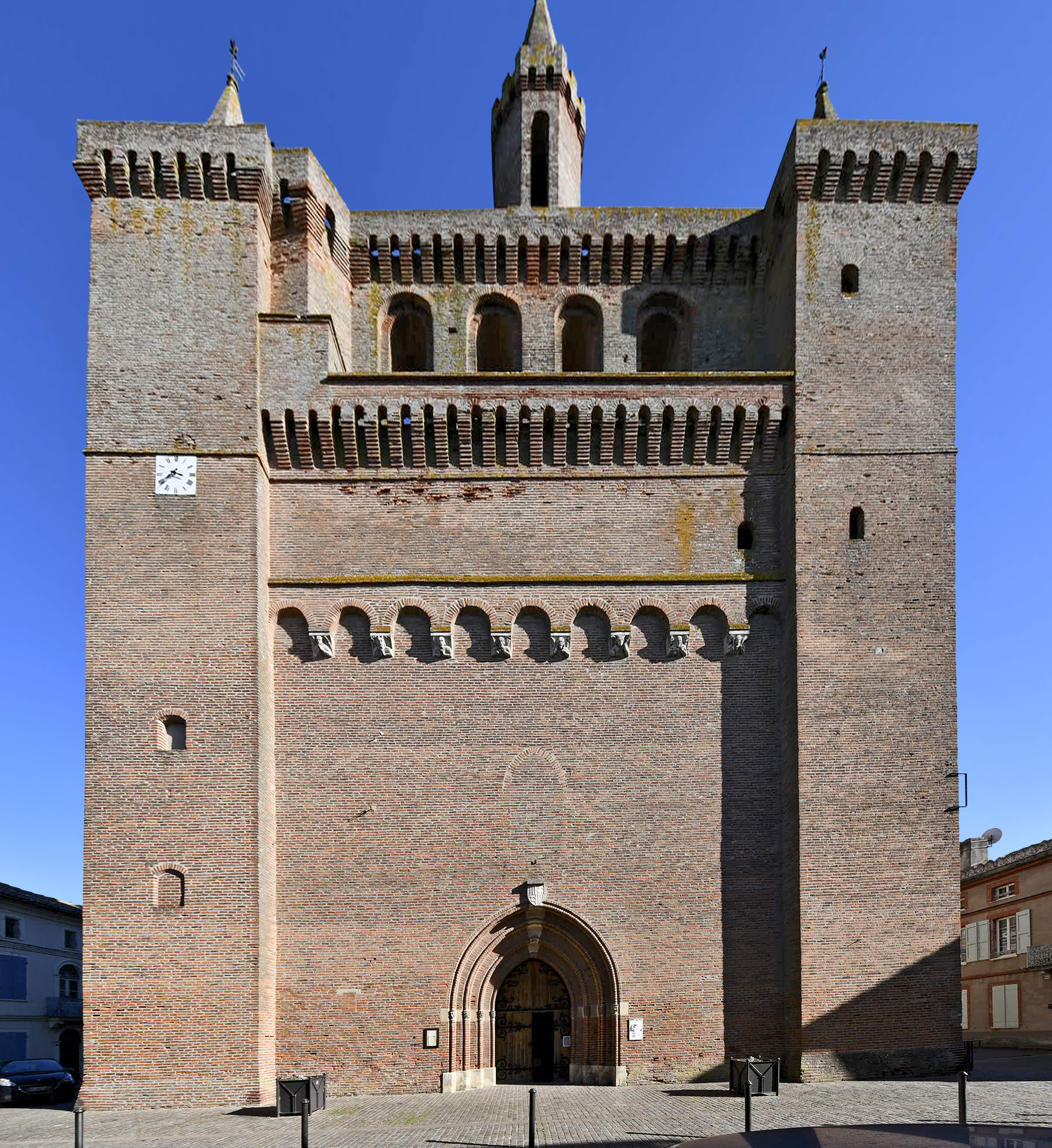
Церква Нотр-Дам
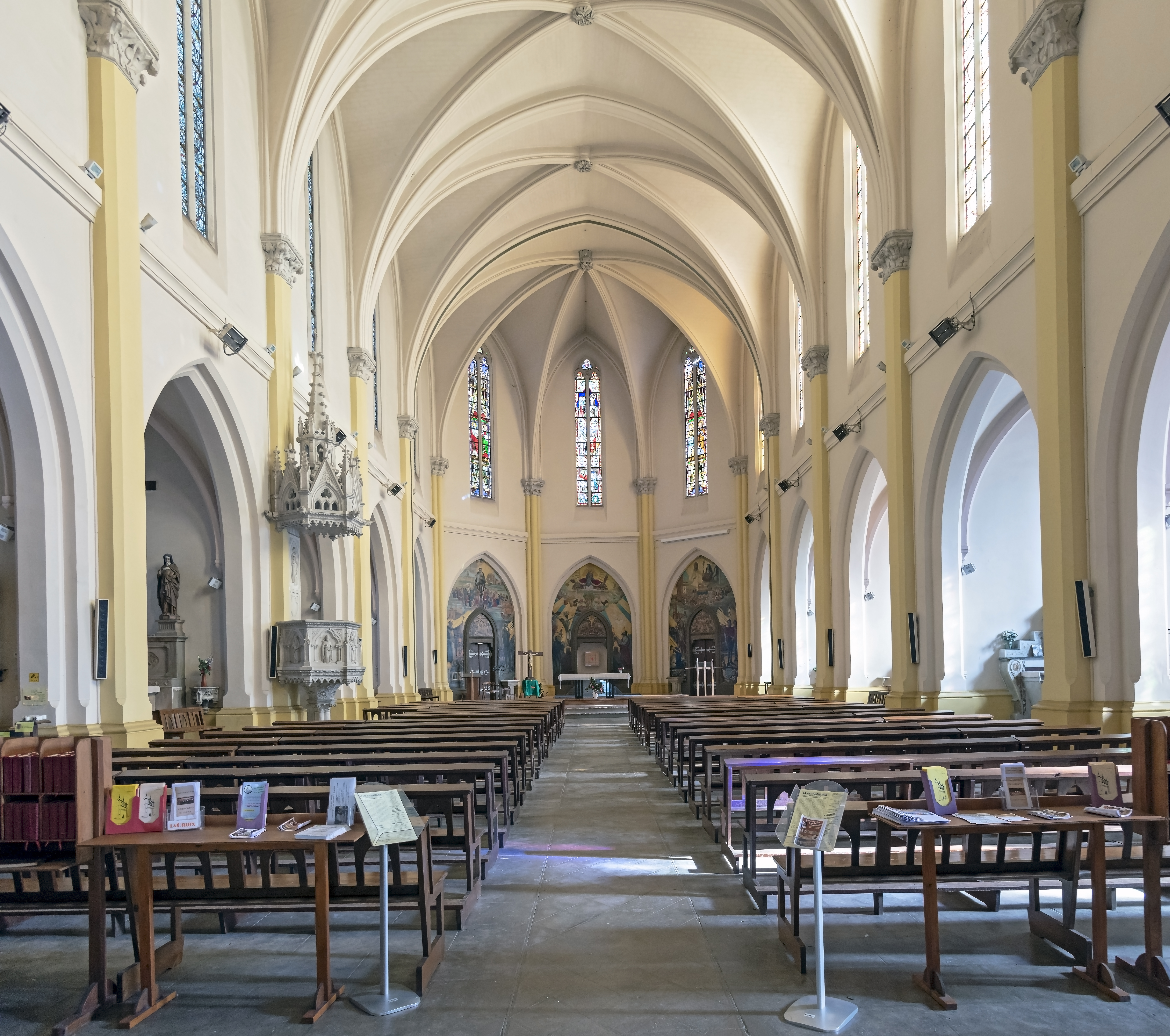
Вид на нефе